# Campionati del mondo di atletica leggera indoor 2014 - Salto in lungo maschile
La competizione del salto in lungo maschile ai campionati del mondo di atletica leggera indoor 2014 si è svolta il 7 e l'8 marzo 2014 presso la Ergo Arena di Sopot.

## Podio
| Pos.    | Atleta                  | Nazionalità | Tempo  |
| ------- | ----------------------- | ----------- | ------ |
| Oro     | Mauro Vinícius da Silva | Brasile     | 8,25 m |
| Argento | Jinzhe Li               | Cina        | 8,23 m |
| Bronzo  | Michel Tornéus          | Svezia      | 8,21 m |

## Situazione pre-gara

### Record
Prima di questa competizione, il record del mondo (WR) e il record dei campionati (CR) erano i seguenti.
| Record                | Prestazione | Atleta                 | Data                     | Competizione                |
| --------------------- | ----------- | ---------------------- | ------------------------ | --------------------------- |
| Record mondiale       | 8,79 m      | Carl Lewis Stati Uniti | 27 gennaio 1984 New York |                             |
| Record dei campionati | 8,62 m      | Iván Pedroso Cuba      | 7 marzo 1999 Maebashi    | Campionati del mondo indoor |

### Campioni in carica
Le campionesse in carica, a livello mondiale e continentale, erano:
| Campione | Atleta                          | Prestazione | Data                   | Competizione                     |
| -------- | ------------------------------- | ----------- | ---------------------- | -------------------------------- |
| Mondiale | Mauro Vinícius da Silva Brasile | 8,23 m      | 10 marzo 2012 Istanbul | Campionati del mondo indoor 2012 |
| Europeo  | Aleksandr Men'kov Russia        | 8,31 m      | 2 marzo 2013 Göteborg  | Campionati europei indoor 2013   |

### La stagione
Prima di questa gara, gli atleti con le migliori tre prestazioni dell'anno erano:
| # | Atleta                    | Prestazione | Data                         |
| - | ------------------------- | ----------- | ---------------------------- |
| 1 | Aleksandr Men'kov Russia  | 8,30 m      | 2 febbraio 2014 Mosca        |
| 1 | Loúis Tsátoumas Grecia    | 8,23 m      | 8 febbraio 2014 SIl Pireo    |
| 3 | Tyron Stewart Stati Uniti | 8,22 m      | 22 febbraio 2014 Albuquerque |

## Qualificazioni
Gli atleti che superano la misura di 8,05 m (Q) o le migliori 8 misure (q) avanzano alla finale.
| Pos. | Nome                    | Nazionalità | 1ª prova | 2ª prova | 3ª prova | Misura | Note                                     |
| ---- | ----------------------- | ----------- | -------- | -------- | -------- | ------ | ---------------------------------------- |
| 1    | Adrian Strzalkowski     | Polonia     | 8,18 m   | -        | -        | 8,18 m | Q                                        |
| 2    | Christian Reif          | Germania    | 7,80 m   | 7,90 m   | 8,13 m   | 8,13 m | Q                                        |
| 3    | Loúis Tsátoumas         | Grecia      | 7,98 m   | x        | 8,10 m   | 8,10 m | Q                                        |
| 4    | Jinzhe Li               | Cina        | 8,02 m   | -        | 8,08 m   | 8,08 m | Q                                        |
| 5    | Michel Tornéus          | Svezia      | 6,24 m   | x        | 8,08 m   | 8,08 m | Q                                        |
| 6    | Aleksandr Men'kov       | Russia      | 8,04 m   | -        | -        | 8,04 m | q                                        |
| 7    | Mauro Vinícius da Silva | Brasile     | 7,64 m   | 7,58 m   | 8,02 m   | 8,02 m | q                                        |
| 8    | Luis Rivera             | Messico     | 7,58 m   | 8,01 m   | -        | 8,01 m | q                                        |
| 9    | Tyron Stewart           | Stati Uniti | 8,00 m   | -        | 7,79 m   | 8,00 m |                                          |
| 10   | Ignisious Gaisah        | Paesi Bassi | 7,90 m   | 7,99 m   | 7,84 m   | 7,99 m | Miglior prestazione personale stagionale |
| 11   | Irving Saladino         | Panama      | 7,73 m   | 7,94 m   | 7,88 m   | 7,94 m |                                          |
| 12   | Zarck Visser            | Sudafrica   | x        | 7,93 m   | 7,64 m   | 7,93 m | Miglior prestazione personale stagionale |
| 13   | Ngonidzashe Makusha     | Zimbabwe    | 7,63 m   | 7,85 m   | 7,69 m   | 7,85 m |                                          |
| 14   | Fabrice Lapierre        | Australia   | 7,76 m   | x        | 7,70 m   | 7,76 m |                                          |
| 15   | Damar Forbes            | Giamaica    | 7,69 m   | 7,63 m   | 7,58 m   | 7,69 m |                                          |
| 16   | Jeff Henderson          | Stati Uniti | 6,96 m   | 7,43 m   | x        | 7,43 m |                                          |
| 17   | Arsen Sargsyan          | Armenia     | 7,28 m   | 7,39 m   | x        | 7,39 m |                                          |

### Finale
| Pos.    | Nome                    | Nazionalità | #1   | #2   | #3   | #4   | #5   | #6   | Mark | Note                                     |
| ------- | ----------------------- | ----------- | ---- | ---- | ---- | ---- | ---- | ---- | ---- | ---------------------------------------- |
| Oro     | Mauro Vinícius da Silva | Brasile     | 8,06 | 7,94 | x    | 8,04 | x    | 8,28 | 8,28 | Record nazionale                         |
| Argento | Li Jinzhe               | Cina        | 8,19 | 8,07 | 8,23 | 7,52 | x    | x    | 8,23 | Miglior prestazione personale stagionale |
| Bronzo  | Michel Tornéus          | Svezia      | x    | 8,13 | x    | 8,21 | x    | 8,10 | 8,21 | Miglior prestazione personale stagionale |
| 4       | Loúis Tsátoumas         | Grecia      | 7,98 | 8,13 | x    | x    | 8,10 | x    | 8,13 |                                          |
| 5       | Aleksandr Men'kov       | Russia      | 8,01 | 8,07 | x    | 8,08 | –    | –    | 8,08 |                                          |
| 6       | Adrian Strzałkowski     | Polonia     | 7,80 | 7,80 | x    | 7,96 | 7,93 | x    | 7,96 |                                          |
| 7       | Luis Rivera             | Messico     | 7,79 | 7,93 | 7,90 | 7,92 | 7,93 | 7,86 | 7,93 |                                          |
| 8       | Christian Reif          | Germania    | 7,60 | 7,67 | x    | x    | 7,75 | x    | 7,75 |                                          |